# 데이브 빙

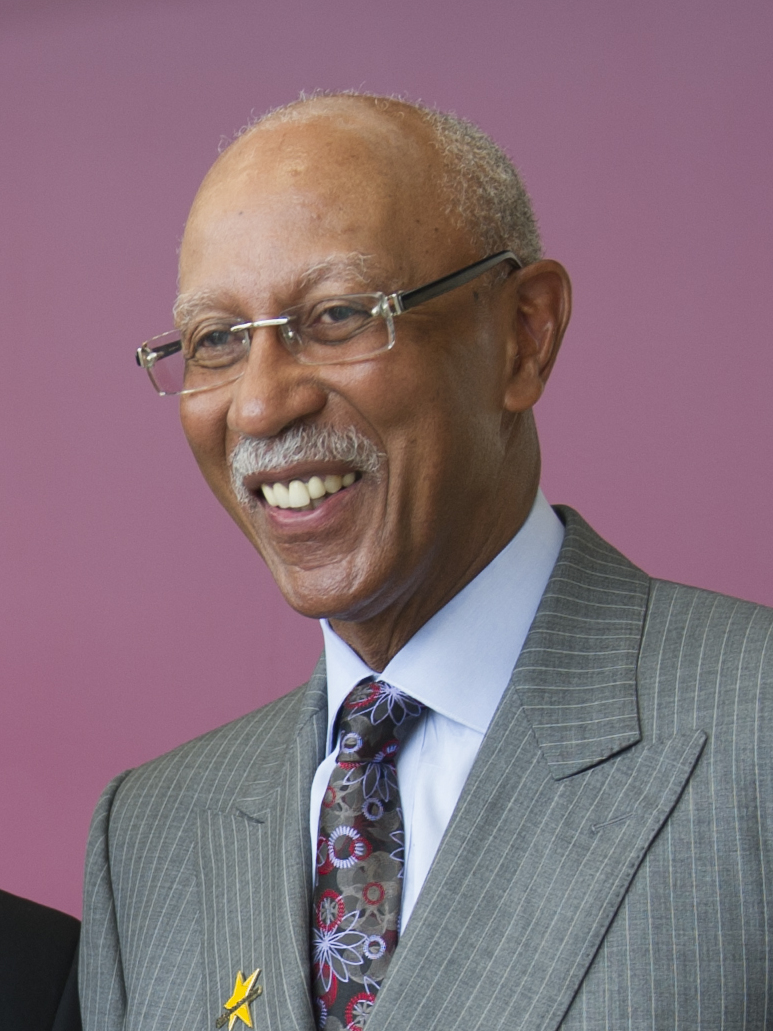
2012년 모습

데이브 빙(Dave Bing, 본명: 데이비드 빙, David Bing, 1943년 11월 24일 ~ )은 2009년부터 2014년까지 미시간주 디트로이트의 74대 시장을 역임한 미국의 전직 프로 농구 선수, 사업가, 정치인이다. 민주당 (미국) 의원이다.
시러큐스 대학교에서 주연을 맡은 후 빙은 NBA(전미 농구 협회)에서 디트로이트 피스턴스(1966~1975), 워싱턴 불리츠(1975~1977) 및 보스턴 셀틱스(1977~78)의 포인트 가드로 12시즌을 뛰었다. 그의 경력 동안 경기당 평균 20득점과 6개의 어시스트를 기록했으며 NBA 올스타 게임에 7번 출전하여 1976년에 게임의 가장 가치 있는 선수상을 수상했다. 피스턴스는 그의 #21 유니폼을 은퇴하면서 그의 경력 성취를 축하했다. 또한 그는 네이스미스 기념 농구 명예의 전당에 선출되었고 NBA 50주년 기념 올타임 팀과 NBA 75주년 기념 올타임 팀에 이름을 올렸다.
빙은 가공 회사인 빙 스틸을 설립하여 1984년에 올해의 전국 소수민족 중소기업인 상을 받았다. 곧 이 회사는 디트로이트에 본사를 둔 수백만 달러 규모의 대기업인 빙 그룹으로 성장했으며 미시간 최대 철강 회사 중 하나이다.
빙은 2008년 민주당 의원으로 디트로이트 정계에 입문하면서 부패 스캔들로 사임한 콰메 킬패트릭의 임기를 마무리하기 위해 무소속 예비선거에 출마하겠다는 의사를 밝혔다. 예비 선거에서 승리한 후 빙은 케네스 코크렐 주니어 임시 시장을 물리치고 2009년 5월에 시장으로 취임했다. 그 해 말에 빙은 임기로 재선되었다. 그러나 그는 디트로이트의 비상 관리자인 케빈 오르에게 권력의 대부분을 잃었고, 수많은 건강 문제를 안고 있었고, 지지율이 14%에 달하는 낮은 지지율을 겪었다. 따라서 빙은 2013년 재선에 도전하지 않았고 정치인이자 사업가인 마이크 더건이 그 자리를 계승했다.